# Peristerona (Bezirk Paphos)
Peristerona (griechisch Περιστερώνα) ist eine Gemeinde im Bezirk Paphos in der Republik Zypern. Bei der Volkszählung im Jahr 2021 hatte sie 290 Einwohner.

## Name
Der Ortsname stammt von den Wörtern (i) peristera (griechisch (η) περιστερά) und (o) peristeron (griechisch (ο) περιστερών), die einen Ort für die Zucht von Tauben bezeichnen.

## Lage und Umgebung

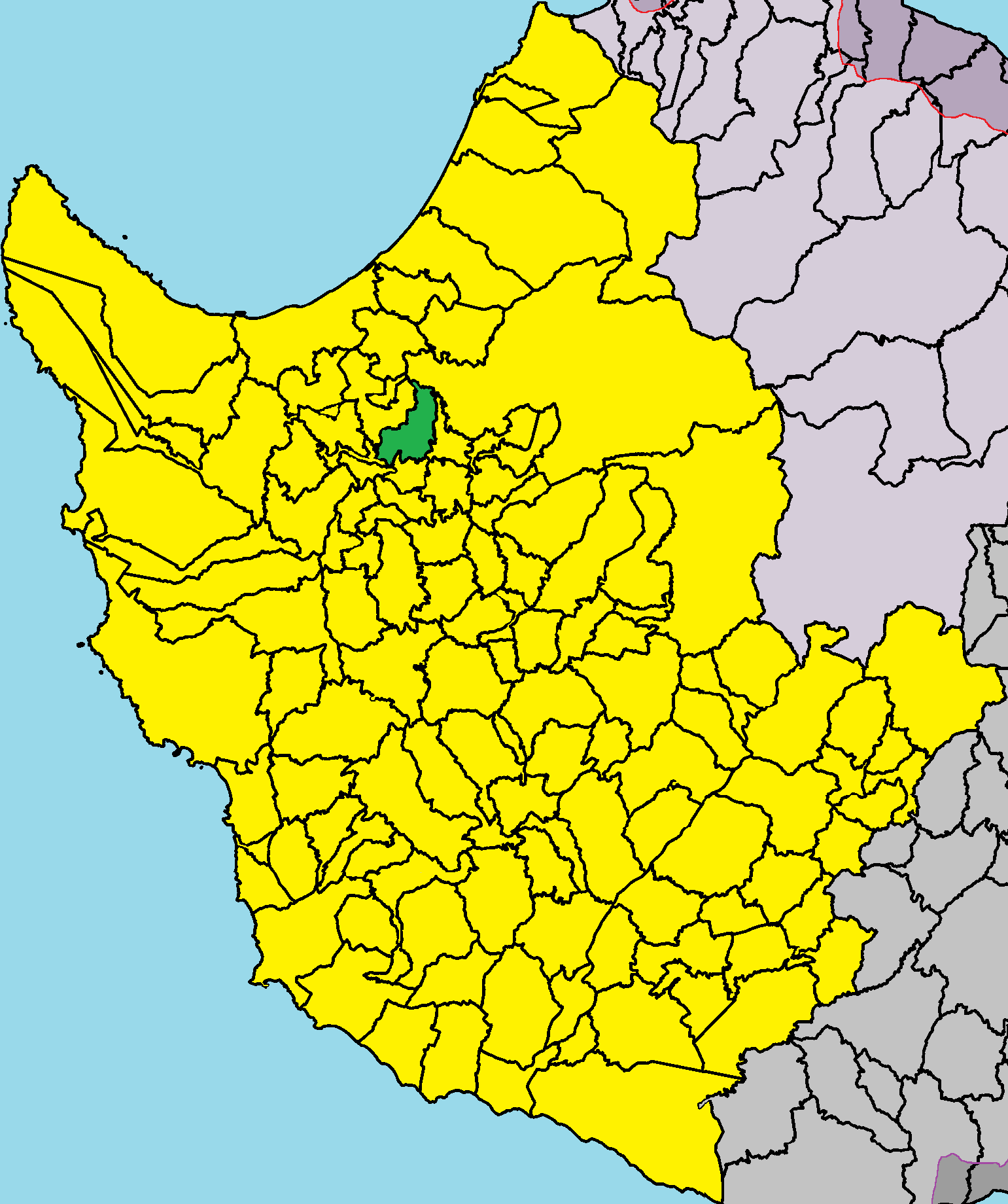
Lage im Bezirk Paphos

Peristerona liegt im Westen der Mittelmeerinsel Zypern auf einer Höhe von etwa 90 Metern, etwa 35 Kilometer nördlich von Paphos. Das 5,79367 Quadratkilometer große Dorf grenzt im Norden an Lysos, im Osten an Meladia, im Süden an Trimithousa und im Westen an Choli und Steni. Das Dorf kann über die Straße E723 erreicht werden.
Die durchschnittliche jährliche Niederschlagsmenge beträgt rund 600 Millimeter. In der Umgebung wachsen Weinreben, Zitrusfrüchte, Hülsenfrüchte, Getreide, Heilpflanzen, Johannisbrot, Oliven, Äpfel und Birnen. Geologisch betrachtet wird das Gemeindegebiet von den Ablagerungen der Kannavio-Formation (Bentonite und Sandsteine), den kontinentalen Kalksteinen der Koronia-Formation, den Ablagerungen der Nikosia-Formation (Kalksandsteine, Gerölle und Sandsteinmergel), den jüngsten alluvialen Ablagerungen des Holozäns und den Laven des magmatischen Troodos-Komplexes dominiert.

## Geschichte
In der Gemeinde gibt es eine unerforschte archäologische Stätte aus prähistorischer Zeit. Einige Gegenstände werden von Zeit zu Zeit zufällig gefunden.
In Betrachtung des Ortsnamens müsste Peristerona bereits vor der fränkischen Zeit, also während der byzantinischen Zeit, gegründet worden sein. Es wird in mittelalterlichen Quellen jedoch nicht erwähnt, außer – wenn es sich tatsächlich um dieses Dorf handelt, dass es von König Jakob II. (1460–1473) seiner Mutter Marietta von Patras geschenkt wurde. Es handelte sich jedoch wahrscheinlich um eine der drei Tauben, die Eigentum eines Adligen namens Sir Chiou Peristeron war. Diese Person wird von Leontios Macheiras als Besitzer eines Bades in Nikosia erwähnt. Anscheinend stammt sein Familienname – Peristeron – von dem Dorf Peristerona, das einst seiner Familie gehört haben muss.

### Bevölkerungsentwicklung
Die folgende Tabelle zeigt die Bevölkerung des Dorfes, wie sie in den in Zypern durchgeführten Volkszählungen erfasst wurde.
| Jahr      | 1881 | 1891 | 1901 | 1911 | 1921 | 1931 | 1946 | 1960 | 1976 | 1982 | 1992 | 2001 | 2011 | 2021 |
| Einwohner | 197  | 188  | 216  | 276  | 320  | 335  | 391  | 355  | 313  | 265  | 232  | 198  | 302  | 290  |